# دیوید اندجار
دیوید اندجار (انگلیسی: David Andújar؛ زادهٔ ۲۱ اوت ۱۹۹۱) بازیکن فوتبال اهل اسپانیا است.